# عبد الله الهيلي
عبد الله محمد الهيلي لاعب كرة قدم سعودي في خط الدفاع لعب سابقاً في نادي قلوة.